# Roland Liboton
Roland Liboton, född den 6 mars 1957 i Leuven är en belgisk tidigare tävlingscyklist som var specialist på cykelcross, i vilket han blev fyrfaldig världsmästare på 1980-talet och belgisk mästare tio år i rad (1980–1989). Därtill blev han slutsegrare i Superprestige tre säsonger.

## Meriter – cykelcross

### Junior
1975/1976
 Belgisk juniormästare i cykelcross

### Amatör
1977/1978
 Amatörvärldsmästare i cykelcross
6:a vid Belgiska amatörmästerskapen i cykelcross
1978/1979
 Belgisk amatörmästare i cykelcross

### Professionell
Belgiska mästerskapen och världsmästerskapen avhölls i januari/februari under perioden (Superprestige är en säsongscup bestående av olika deltävlingar)
| SäsongMästerskap      | 1979 1980 | 1980 1981 | 1981 1982 | 1982 1983 | 1983 1984 | 1984 1985 | 1985 1986 | 1986 1987 | 1987 1988 | 1988 1989 | 1989 1990 | 1990 1991 | 1991 1992 |
| --------------------- | --------- | --------- | --------- | --------- | --------- | --------- | --------- | --------- | --------- | --------- | --------- | --------- | --------- |
| Världsmästerskapen    |           |           |           |           |           | 10        | DNF       | –         | 6         | DNF       | 20        | –         | –         |
| Belgiska mästerskapen |           |           |           |           |           |           |           |           |           |           |           | 4         | 5         |
| Superprestige         | X         | X         | X         | 6         | 4         |           |           | 10        |           | 11        | 51        | –         | 34        |

X = Ej införd.      DNF = Fullföljde ej.